# Strumpfia maritima
Strumpfia maritima är en måreväxtart som beskrevs av Nikolaus Joseph von Jacquin. Strumpfia maritima ingår i släktet Strumpfia och familjen måreväxter. Inga underarter finns listade i Catalogue of Life.